# 청주 시티 FC
청주 시티 FC(Cheongju City Football Club)는 대한민국 충청북도 청주시에 있었던 축구 선수단이다. 사회적 협동조합인 청주에프씨가 운영했던 남자 아마추어 축구단이며, 2016년 3월에 창단되었고 2018년에 해단되었다. 2018년 말에 청주 FC와 통합되었다.

## 역사

### 모체:천안 FC(2005–2015)
2005년 10월 3일, 충청남도 천안시를 연고지로 하는 천안 FC가 창단되었다. 당시 천안 FC의 홈구장은 천안축구센터였다. 2007년 2월 10일, 천안 FC는 새롭게 출범하는 아마추어 리그인 K3리그 참가를 위해 대한축구협회에 참가 신청서를 제출하였고, K3리그에 원년 멤버로서 참가하게 되었다. 2012년 12월 27일, "천안 FC 사회적 협동조합 발기인 대회"가 개최되었고, 2013년 1월 25일에 창립총회가 열렸다. 2013년 6월 21일, 대한민국 스포츠 클럽으로는 처음으로 문화체육관광부로부터 사회적 협동조합 설립인가를 받았다. 2008년, 천안 FC보다 뒤늦게 내셔널리그 소속으로 천안시청 축구단이 창단되었다. 동일 연고에, 상위 리그에 참가하는 타구단의 존재로 운영상의 난점들이 중첩되면서 구단의 적자가 누적되었고, 구단은 재정난에 직면하게 되었다. 결국, 2016년 1월 30일 개최된 "천안 FC 정기대의원 의원 총회"에서는 협동조합의 구성원과 사업장의 완전한 변화 및 구단의 매각이 결정되었다. 이로써 협동조합의 형태만 유지되고 천안 FC는 해체되었다.

### 청주 시티 FC (2016–2018)

#### 2016 시즌
대한축구협회의 승인을 받고 청주시로 사업장이 이전된 "청주 FC 사회적 협동조합"은 2016년 2월 16일 청주시와 연고협약을 체결하였다. 새롭게 출범하는 축구단의 공식 명칭은 "청주 시티 FC"로 결정되었고, 3월 11일에 구단의 창단을 기리는 출범식이 열렸다.
2016년 3월 19일, 구단은 청주 시티로서 처음으로 K3리그 개막전을 맞이했다. 2016 시즌에 청주 시티는 흥덕축구공원에서 홈경기를 개최했다. 2016년 K3리그는 종전의 양대리그 및 챔피언십 제도에서 탈피하여 단일리그 및 챔피언십 제도로 변경되었다. 더불어 2017 시즌을 기점으로 K3리그가 K3리그 어드밴스로 개편되고, 하위 리그로서 K3리그 베이직이 출범하는 것이 확정되어 하위권 팀들의 강등 및 승강 플레이오프가 예고되었다.
청주 시티는 창단 원년부터 리그에서 돌풍을 일으켰다. 구단은 정규리그에서 15승 1무 3패를 기록하며 정규리그 3위에 들었다. 챔피언십에서는 구단 사상 최초로 챔피언결정전에 진출하였다. 챔피언결정전에서 포천시민축구단을 상대로 1차전(11월 6일, 홈)에서 0–0으로 비기고, 2차전(11월 12일, 원정)에서 4–2로 패하여 종합점수 2–4로 패배, 준우승을 거두었다.
한편, 2016년 5월 21일 토요일에 최초로 청주 시티와 청주 FC 간의 "청주 더비"가 열렸다. 경기는 김규민 선수의 결승골로 청주 시티가 1–0 신승을 거뒀다. 두 구단은 전국체전의 충북 대표 선발전에서 한 차례 더 맞붙었는데, 대표 선발전에서도 청주 시티가 우승하였다. 이에 10월 7일, 구단은 제97회 전국체전 축구 남자 일반부에 충북 대표로 출전하였다.
또한, 구단은 대한민국 FA컵에서도 구단 사상 최초로 본선에 진출하였다. 구단은 32강(원정)에서 인천 유나이티드 FC를 만나 1–0으로 패하였다.
청주 시티의 김현주 이사장은 구단의 프로화 전환 계획을 밝혔다. 2016년 9월 27일에는 동일 연고지의 타구단인 청주 FC와 통합하기로 결정하였다. 구단의 기본적인 구상은 "축구단의 이원화"로, 구단 산하에 프로축구단과 아마축구단을 함께 운영하면서 K리그와 K3리그 모두에 참가한다는 것이다. 하지만 구단의 프로화 및 K리그 챌린지 참가 계획이 청주시에서 반려되면서 통합 계획은 보류되었다.

#### 2017 시즌
청주 시티는 이전 해에 이어 리그에서 강한 모습을 보였다. 구단은 정규리그에서 8승 11무 3패를 기록하며 창단 2년 만에 정규리그에서 준우승을 기록하였다. 챔피언십에서는 2년 연속으로 챔피언결정전에 진출하였다. 챔피언결정전에서 다시 만난 포천시민축구단을 상대로 1차전(11월 18일, 홈)에서 1-0으로 이겼지만, (11월 25일, 원정)에서 0-2로 패하여 종합점수 1-2로 패배, 준우승을 거두었다. 비록 구단이 챔피언결정전에서 우승하지는 못했지만 2년 연속 챔피언결정전에 진출함으로써 포천을 대항할 수 있는 강팀으로서의 면모를 보였다.
한편, 2017년 1월 24일 구단은 청주종합경기장 사용 협약을 체결하였다. 이로써 청주 시티와 청주 FC는 같은 홈구장을 쓰면서(청주종합경기장), 같은 리그에서 맞붙게(K3리그 어드밴스) 되었다. 2017년 5월 5일 금요일에 역대 2번째로 청주 시티와 청주 FC 간의 청주 더비(청주 FC 홈)가 열렸다. 경기는 청주 FC의 박지훈 선수가 후반전 추가시간 2분에 1골을 기록했지만, 청주 시티의 김평래 선수가 후반전 추가시간 6분에 극적인 동점골을 기록하면서 1–1 무승부로 끝났다.
역대 3번째 청주 더비(청주 시티 홈)는 8월 19일 토요일에 열렸다. 경기는 청주 시티의 김양우 선수가 전반전 26분에 선제골을 기록했지만, 청주 FC의 이지훈 선수에게 후반전 86분에 동점골을 내주며 1–1 무승부로 끝났다. 이로써 2017 시즌 리그에서 청주 더비는 2무로 승자를 가리지 못했다. 다만, 전국체전의 충북 대표 선발전에서는 청주 FC가 우승하였다.
구단은 대한민국 FA컵에서 작년에 이어 2년 연속으로 본선에 진출하였다. 구단은 2017년 FA컵에서도 32강까지 진출하였다. 32강(원정)에서 성남 FC를 만나 3–1로 패하였다.
청주 시티의 프로화 전환 노력을 계속되어 청주시 및 한국프로축구연맹와 논의를 계속하였지만 재정 부문에 대한 이견차를 좁히지 못해 끝내 프로화는 무산되었다.

#### 2018 시즌
구단의 제2대 감독으로 권오규 전 안동과학대학교 코치를 선임한 청주 시티는 김영후, 김병석, 이광훈 등 프로 출신 선수들을 대거 영입하면서 우승 경쟁에 다시 불을 지폈다. 2018년 3월 24일 청주종합경기장에서 열린 이천시민축구단과의 시즌 리그 첫 경기에서 2-1 승리하면서 좋은 출발을 보였으나, 시즌 내내 주축 선수들의 연이은 부상으로 경쟁력을 잃고 챔피언십 진출에 실패하였다.
전국체전 충북 대표 선발전에서는 청주 시티를 포함하여 총 4팀이 출전하여 토너먼트로 진행하였다. 1라운드에서는 충주시민축구단을 상대로 4-1로 승리하였고, 최종전에서는 청주 FC를 꺾고 올라온 SMC 엔지니어링과의 경기에서 5-0으로 승리하면서 99회 전국체전 축구 남자 일반부 충북 대표로 출전하였다.
2018년 3월 28일, 상위 리그 팀인 김해시청과의 대한민국 FA컵 3라운드(원정)에서 승부차기까지 가는 혈투 끝에 아쉽게 탈락하였다.
구단은 2018년 6월 18일 청주 FC와의 통합을 다시 한 번 진행하였다. 주요 골자는 청주를 연고로 하는 프로축구단을 위함이며, 프로화가 무산되더라도 하나의 구단으로서 K3리그에 참가하기로 결정하고 사무국을 우선 통합하였다. 선수단은 2018년도 시즌을 각자 치른 후 2019년도부터 통합하여 운영하기로 결정되었다. 이로써 2018년 8월 25일이 마지막 청주더비가 되었고 광주 FC에서 임대로 온 청주 시티 소속 김윤수가 후반 추가시간에 극적인 골을 넣어 1-0로 경기가 종료되었다.

### 청주 FC와의 통합 이후
2018년부터 같은 연고를 가진 K3리그구단인 청주 FC와의 통합이 추진되었고 2018년 12월 5일 통합 축구단명이 청주 FC로 확정되었다.

## 우승 기록

### 국내 대회

#### 리그
- K3리그 어드밴스

● 준우승 (2): 2016, 2017

#### 컵
- 대한민국 FA컵

● 32강 (2): 2016, 2017
- 전국체육대회

● 충북대표 (2): 2016, 2018

## 시즌 결과
| 시즌 | 리그   | 리그     | 리그 | FA컵 | FA컵 | 전국체전   | 전국체전 |
| 시즌 | 디비전 | 대회     | 순위 | 대회 | 순위 | 대회       | 순위     |
| ---- | ------ | -------- | ---- | ---- | ---- | ---------- | -------- |
| 2016 | 4부    | 정규리그 | 3    | 예선 | 통과 | 대표선발전 | 선발     |
| 2016 | 4부    | 챔피언십 | 2    | 본선 | 32강 | 전국체전   | 예선     |
| 2017 | 4부    | 정규리그 | 2    | 예선 | 통과 | 대표선발전 | 탈락     |
| 2017 | 4부    | 챔피언십 | 2    | 본선 | 32강 | 대표선발전 | 탈락     |
| 2018 | 4부    | 정규리그 | 6    | 예선 | 3R   | 대표선발전 | 선발     |
| 2018 | 4부    | 정규리그 | 6    | 예선 | 3R   | 전국체전   | 예선     |

## 기록과 통계

### 종합
| 시즌 | 정규리그 | 정규리그 | 정규리그 | 정규리그 | 정규리그 | 정규리그 | 챔피언십 | 챔피언십 | 챔피언십 | 챔피언십 | 챔피언십 | 챔피언십 | FA컵 | FA컵 | FA컵 | FA컵 | FA컵 | FA컵 | 대표선발전 | 대표선발전 | 대표선발전 | 대표선발전 | 대표선발전 | 대표선발전 | 전국체전 | 전국체전 | 전국체전 | 전국체전 | 전국체전 | 전국체전 | 합계 | 합계 | 합계 | 합계 | 합계 | 합계 |
| 시즌 | 경기     | 승       | 무       | 패       | 득       | 실       | 경기     | 승       | 무       | 패       | 득       | 실       | 경기 | 승   | 무   | 패   | 득   | 실   | 경기       | 승         | 무         | 패         | 득         | 실         | 경기     | 승       | 무       | 패       | 득       | 실       | 경기 | 승   | 무   | 패   | 득   | 실   |
| ---- | -------- | -------- | -------- | -------- | -------- | -------- | -------- | -------- | -------- | -------- | -------- | -------- | ---- | ---- | ---- | ---- | ---- | ---- | ---------- | ---------- | ---------- | ---------- | ---------- | ---------- | -------- | -------- | -------- | -------- | -------- | -------- | ---- | ---- | ---- | ---- | ---- | ---- |
| 2016 | 19       | 15       | 1        | 3        | 42       | 11       | 4        | 0        | 3        | 1        | 4        | 6        | 3    | 1    | 1    | 1    | 2    | 2    | 1          | 1          | 0          | 0          | 1          | 0          | 1        | 0        | 0        | 1        | 1        | 3        | 28   | 17   | 5    | 6    | 50   | 22   |
| 2017 | 22       | 8        | 11       | 3        | 33       | 23       | 4        | 1        | 2        | 1        | 4        | 5        | 2    | 0    | 1    | 1    | 3    | 5    | 1          | 0          | 0          | 1          | 1          | 2          | —        | —        | —        | —        | —        | —        | 29   | 9    | 14   | 6    | 41   | 35   |
| 2018 | 22       | 9        | 7        | 6        | 26       | 26       | —        | —        | —        | —        | —        | —        | 1    | 0    | 1    | 0    | 0    | 0    | 2          | 2          | 0          | 0          | 9          | 1          | 1        | 0        | 0        | 1        | 0        | 3        | 26   | 11   | 8    | 7    | 35   | 30   |
| 2019 |          |          |          |          |          |          |          |          |          |          |          |          |      |      |      |      |      |      |            |            |            |            |            |            |          |          |          |          |          |          |      |      |      |      |      |      |
| 합계 | 63       | 32       | 19       | 12       | 101      | 60       | 8        | 1        | 5        | 2        | 8        | 11       | 6    | 1    | 3    | 2    | 5    | 7    | 4          | 3          | 0          | 1          | 11         | 3          | 2        | 0        | 0        | 2        | 1        | 6        | 83   | 37   | 27   | 19   | 126  | 87   |

주요 승리 기록
| 기록  | 경기일          | 경기장       | 경기상대       | 경기결과 | 비고     |
| ----- | --------------- | ------------ | -------------- | -------- | -------- |
| 1승   | 2016년 3월 19일 | 흥덕축구공원 | 춘천시민축구단 | 1 - 0    | 정규리그 |
| 100승 |                 |              |                |          |          |

주요 득점 기록
| 기록    | 경기일          | 경기장         | 경기상대       | 득점선수          | 비고       |
| ------- | --------------- | -------------- | -------------- | ----------------- | ---------- |
| 1호골   | 2016년 3월 19일 | 흥덕축구공원   | 춘천시민축구단 | mf 김규민 (No.9)  | 정규리그   |
| 100호골 | 2018년 5월 2일  | 청주종합경기장 | 충주시민축구단 | fw 이건희 (No.22) | 대표선발전 |
| 200호골 |                 |                |                |                   |            |

### 리그
| 시즌 | 리그   | 리그     | 리그 | 리그             | 리그             | 리그             | 리그             | 리그 | 리그 | 리그 | 리그 |
| 시즌 | 디비전 | 대회     | 순위 | 경기             | 승               | 무               | 패               | 득   | 실   | 차   | 승점 |
| ---- | ------ | -------- | ---- | ---------------- | ---------------- | ---------------- | ---------------- | ---- | ---- | ---- | ---- |
| 2016 | 4부    | 정규리그 | 3    | 19               | 15               | 1                | 3                | 42   | 11   | +31  | 46   |
| 2016 | 4부    | 챔피언십 | 2    | 플레이오프 1차전 | 플레이오프 1차전 | 플레이오프 1차전 | 플레이오프 1차전 | 1    | 1    | 0    | 무   |
| 2016 | 4부    | 챔피언십 | 2    | 플레이오프 2차전 | 플레이오프 2차전 | 플레이오프 2차전 | 플레이오프 2차전 | 1    | 1    | 0    | 무   |
| 2016 | 4부    | 챔피언십 | 2    | 챔피언결정전     | 챔피언결정전     | 챔피언결정전     | 챔피언결정전     | 2    | 4    | -2   | 무패 |
| 2017 | 4부    | 정규리그 | 2    | 22               | 8                | 11               | 3                | 33   | 23   | +10  | 35   |
| 2017 | 4부    | 챔피언십 | 2    | 플레이오프 1차전 | 플레이오프 1차전 | 플레이오프 1차전 | 플레이오프 1차전 | 3    | 3    | 0    | 무   |
| 2017 | 4부    | 챔피언십 | 2    | 플레이오프 2차전 | 플레이오프 2차전 | 플레이오프 2차전 | 플레이오프 2차전 | 0    | 0    | 0    | 무   |
| 2017 | 4부    | 챔피언십 | 2    | 챔피언결정전     | 챔피언결정전     | 챔피언결정전     | 챔피언결정전     | 1    | 2    | -1   | 승패 |
| 2018 | 4부    | 정규리그 | 6    | 22               | 9                | 7                | 6                | 26   | 26   | 0    | 34   |

정규리그 주요 승리 기록
| 기록 | 경기일          | 경기장         | 경기상대       | 경기결과 |
| ---- | --------------- | -------------- | -------------- | -------- |
| 1승  | 2016년 3월 19일 | 흥덕축구공원   | 춘천시민축구단 | 1 - 0    |
| 10승 | 2016년 7월 9일  | 흥덕축구공원   | 양주시민축구단 | 2 - 1    |
| 20승 | 2017년 7월 1일  | 청주종합경기장 | 파주시민축구단 | 2 - 0    |
| 30승 | 2018년 8월 18일 | 청주종합경기장 | 전주시민축구단 | 1 - 0    |
| 40승 |                 |                |                |          |

정규리그 주요 득점 기록
| 기록    | 경기일          | 경기장         | 경기상대       | 득점선수   |
| ------- | --------------- | -------------- | -------------- | ---------- |
| 1호골   | 2016년 3월 19일 | 흥덕축구공원   | 춘천시민축구단 | 김규민 6′  |
| 100호골 | 2018년 9월 15일 | 청주종합경기장 | 포천시민축구단 | 이진석 72′ |

역대 챔피언결정전 기록
| 시즌 | 시즌 | 경기일           | 경기장         | 경기상대       | 득점선수      |
| ---- | ---- | ---------------- | -------------- | -------------- | ------------- |
| 2016 | Ⅰ    | 2016년 11월 6일  | 흥덕축구공원   | 포천시민축구단 | -             |
| 2016 | Ⅱ    | 2016년 11월 12일 | 포천종합운동장 | 포천시민축구단 | 김규민 김준영 |
| 2017 | Ⅲ    | 2017년 11월 18일 | 청주종합경기장 | 포천시민축구단 | 김양우        |
| 2017 | Ⅳ    | 2017년 11월 25일 | 포천종합운동장 | 포천시민축구단 | -             |

### FA컵
| 시즌 | FA컵 | FA컵 | FA컵    | FA컵    | FA컵    | FA컵    | FA컵 | FA컵 | FA컵 | FA컵 |
| 시즌 | 대회 | 순위 | 경기    | 승      | 무      | 패      | 득   | 실   | 차   | 승점 |
| ---- | ---- | ---- | ------- | ------- | ------- | ------- | ---- | ---- | ---- | ---- |
| 2016 | 예선 | 통과 | 2라운드 | 2라운드 | 2라운드 | 2라운드 | 1    | 0    | +1   | 승   |
| 2016 | 예선 | 통과 | 3라운드 | 3라운드 | 3라운드 | 3라운드 | 1    | 1    | 0    | 무   |
| 2016 | 본선 | 32강 | 32강전  | 32강전  | 32강전  | 32강전  | 0    | 1    | -1   | 패   |
| 2017 | 예선 | 통과 | 3라운드 | 3라운드 | 3라운드 | 3라운드 | 2    | 2    | 0    | 무   |
| 2017 | 본선 | 32강 | 32강전  | 32강전  | 32강전  | 32강전  | 1    | 3    | -2   | 패   |
| 2018 | 예선 | 3R   | 3라운드 | 3라운드 | 3라운드 | 3라운드 | 0    | 0    | 0    | 무   |

FA컵 주요 승리 기록
| 기록 | 경기일          | 경기장       | 경기상대   | 경기결과 |
| ---- | --------------- | ------------ | ---------- | -------- |
| 1승  | 2016년 3월 26일 | 흥덕축구공원 | 광주대학교 | 1 - 0    |

FA컵 주요 득점 기록
| 기록  | 경기일          | 경기장       | 경기상대   | 득점선수   |
| ----- | --------------- | ------------ | ---------- | ---------- |
| 1호골 | 2016년 3월 26일 | 흥덕축구공원 | 광주대학교 | 김규민 69′ |

역대 FA컵 본선 기록
| 시즌 | 시즌 | 경기일          | 경기장             | 경기상대           | 득점선수 |
| ---- | ---- | --------------- | ------------------ | ------------------ | -------- |
| 2016 | Ⅰ    | 2016년 5월 11일 | 인천축구전용경기장 | 인천 유나이티드 FC | -        |
| 2017 | Ⅱ    | 2017년 4월 19일 | 탄천종합운동장     | 성남 FC            | 김준영   |

### 전국체전
| 시즌 | 전국체전        | 전국체전 | 전국체전 | 전국체전 | 전국체전 | 전국체전 | 전국체전 | 전국체전 | 전국체전 | 전국체전 |
| 시즌 | 대회            | 순위     | 경기     | 승       | 무       | 패       | 득       | 실       | 차       | 승점     |
| ---- | --------------- | -------- | -------- | -------- | -------- | -------- | -------- | -------- | -------- | -------- |
| 2016 | 충북 대표선발전 | 선발     | 최종전   | 최종전   | 최종전   | 최종전   | 1        | 0        | +1       | 승       |
| 2016 | 제97회 전국체전 | 예선     | 예선경기 | 예선경기 | 예선경기 | 예선경기 | 1        | 3        | -2       | 패       |
| 2017 | 충북 대표선발전 | 탈락     | 최종전   | 최종전   | 최종전   | 최종전   | 1        | 2        | -1       | 패       |
| 2018 | 충북 대표선발전 | 선발     | 1라운드  | 1라운드  | 1라운드  | 1라운드  | 4        | 1        | +3       | 승       |
| 2018 | 충북 대표선발전 | 선발     | 최종전   | 최종전   | 최종전   | 최종전   | 5        | 0        | +5       | 승       |
| 2018 | 제99회 전국체전 | 예선     | 예선경기 | 예선경기 | 예선경기 | 예선경기 | 0        | 3        | -3       | 패       |

역대 전국체전 기록
| 시즌 | 시즌 | 경기일           | 경기장       | 경기상대                               |
| ---- | ---- | ---------------- | ------------ | -------------------------------------- |
| 2016 | Ⅰ    | 2016년 10월 7일  | 천안축구센터 | 부산교통공사 축구단 (부산 대표)        |
| 2018 | Ⅱ    | 2018년 10월 12일 | 배산체육공원 | 경주 한국수력원자력 축구단 (경북 대표) |